# 王母街道
王母街道，是中华人民共和国贵州省黔西南布依族苗族自治州望谟县下辖的一个街道办事处。
2013年6月24日，贵州省人民政府批复同意撤销复兴镇建制，以原复兴镇河西社区、河东社区、城南临时移民社区、城北临时移民社区、一村、二村、三村、四村等8个村（社区）地域为王母街道行政区域，街道办事处驻河西社区。

## 行政区划
王母街道下辖以下地区：
河东社区、河西社区、第一村、第二村、第三村和第四村。